# Svenska Serien 1916-1917
La Svenska Serien 1916-1917 fu la settima edizione del massimo campionato svedese di calcio.
Al campionato parteciparono sei squadre e l'IFK Göteborg vinse il titolo.

## Classifica finale
| Pos | Club            | G  | V | N | P | GF | GS | Punti |
| --- | --------------- | -- | - | - | - | -- | -- | ----- |
| 1   | IFK Göteborg    | 10 | 8 | 0 | 2 | 34 | 8  | 16    |
| 2   | Örgryte IS      | 10 | 6 | 1 | 3 | 27 | 15 | 15    |
| 3   | AIK             | 10 | 4 | 2 | 4 | 17 | 24 | 10    |
| 4   | Helsingborgs IF | 10 | 4 | 1 | 5 | 15 | 19 | 9     |
| 5   | Djurgårdens IF  | 10 | 2 | 2 | 6 | 11 | 20 | 6     |
| 6   | IFK Norrköping  | 10 | 2 | 2 | 6 | 15 | 33 | 6     |

G = Partite giocate; V = Vittorie; N = Nulle/Pareggi; P = Perse; GF = Goal fatti; GS = Goal subiti; DR = differenza reti